# Sant’Angelo Limosano
Sant’Angelo Limosano – miejscowość i gmina we Włoszech, w regionie Molise, w prowincji Campobasso.
Według danych na rok 2004 gminę zamieszkiwało 397 osób, 24,8 os./km².